# Cicno (figlio di Stenelo)
Cicno (in greco antico: Κύκνος?, Kýknos) o Cigno o Cidno, secondo una versione facente parte del mito di Fetonte apollineo, era figlio di Stenelo e parente del figlio di Apollo, come asserisce per primo Fanocle.

## Storia
Cicno fu il fondatore del primo nucleo abitativo di Bresciasul colle Cidneo che da lui esso prende il nome.

## Mito
Esiodo è il primo a collegare la figura di Cicno a quella di Fetonte, ed egli lo fa risiedere nel paese degli Iperborei, poiché qui Cicno venne a piangere la morte dell'amico (e probabilmente anche amante) che, colpito dalla folgore punitiva di Zeus, era precipitato nel fiume dell'Eridano (secondo Esiodo, infatti, tale fiume scorreva nell'Iperborea). Non è tra l'altro da escludere che lo stesso Esiodo conoscesse già una parentela tra Fetonte e Cicno (tramite un possibile collegamento tra i figli di Iride e Aurora) 
Secondo lo studioso moderno Giovanni Capovilla fu invece Eschilo colui che per primo introdusse la figura di Cicno nel mito di Fetonte.
Dall'attidografo Fanocle (III a.C.) comincia l'attestazione del mito che fa di Cicno un re dei Liguri.
Cicno viene descritto come un giovane in possesso di una voce melodiosa: egli amava cantare e anche comporre musica. A tal proposito riferisce Pausania: 
(Pausania, 1, 30, 3.)
Tutti i maggiori mitografi concordano nell'affermare che Cicno fu trasformato in cigno appena venne a sapere della fine di Fetonte. Aggiunge Servio Mario Onorato che il cigno, una volta morto, venne collocato da Apollo tra le stelle (costellazione del Cigno). 
Virgilio, nella sua Eneide (libro X), afferma che il successore di Cicno nel regno dei Liguri fu suo figlio Cupavone.

## Nell'arte
- Cicno è presente nel disegno michelangiolesco Caduta di Fetonte.